# Божественність

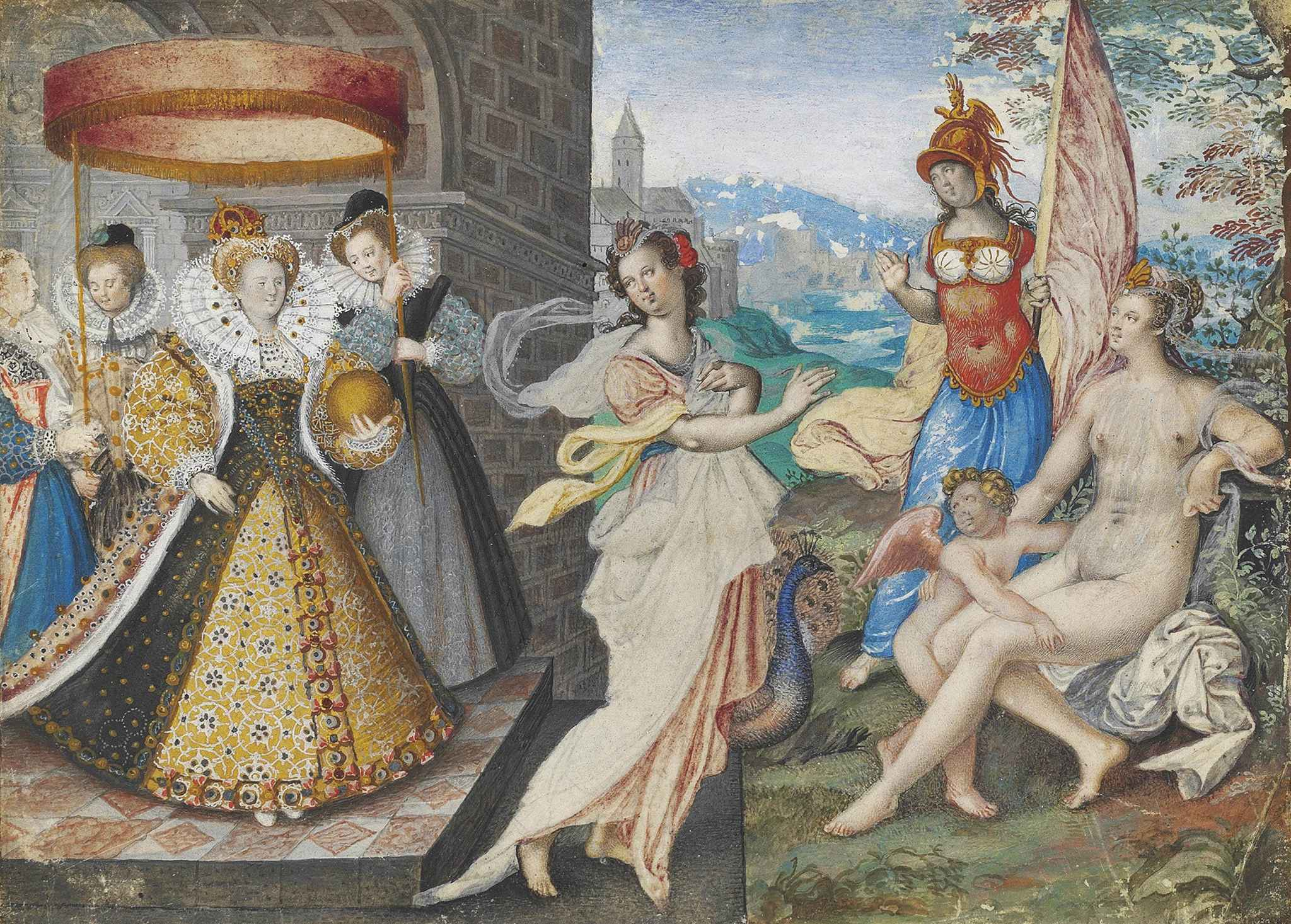
Єлизавета І та три богині (Юнона, Мінерва та Венера), Ісаак Олівер, c. 1558 рік

Божественність — це якість, яка або пов'язана або походить від богів чи Бога. Те, що є чи не є божественним, може бути слабо визначено, оскільки воно використовується різними системами вірувань.
Корінь слова божественний — буквально благочестивий (від лат. Deus, пор. Дьяус, тісно пов'язаний з грецькими Зевса, деви в перській і деви в санскриті),   але використання значно варіюється в залежності від того, про яке божество йде мова.
Для конкретних пов'язаних академічних термінів див. Теологія (навчальна дисципліна).

## Використання
Божественність як якість має два чіткі звичаї:
- Божественні сили чи сила — сили чи сили, які є універсальними або перевершують людські можливості
- Божественність, застосована до смертних — якості людей, які, як вважається, мають якийсь особливий доступ або стосунки до божественного.

### Суб'єкт
У монотеїстичних вірах слово божество часто використовується для позначення єдиного Бога, центрального у цій вірі. Часто слово приймає певну статтю і пишеться з великої літери   — «Божество»   — як би це було власне ім'я або остаточне почесне значення. Божественне   — з великої літери — може бути використаний як прикметник для позначення проявів такої Божественності або її сил: наприклад, "базуючись у Божественній присутності. . . "
Терміни божественність і божество — не мають певної статті — іноді використовуються для позначення "бога (ів) або певних інших істот і сутностей, які не відповідають абсолютному Божеству, але лежать поза людською цариною. Сюди входить (аж ніяк не вичерпний перелік):

### Божественні сили чи сила
Як зазначалося раніше, божества тісно пов'язані із зарахованою їм трансцендентною силою або силами настільки, що в деяких випадках сила або сили можуть самі посилатися незалежно. Це призводить до другого вживання слова божественне (і менш поширене використання божественності): для позначення дії трансцендентної сили у світі.

### Смертні
Розширення божественності та божественної сили зараховуються до живих, смертних людей. Відомо, що політичні лідери заявляли про справжнє божество в певних ранніх суспільствах   — стародавні єгипетські фараони — головний випадок — взяли на себе роль об'єктів поклоніння та приписувати собі нелюдський статус та повноваження. У новітній історії, лідери просто заявляють про якусь форму божественного наказу, припускаючи, що їх правила відповідають волі Бога. Вчення про божественне право царів було введено ще в 17 столітті, пропонуючи царям керувати божественним указом; Японські імператори керували божественним наказом до моменту створення японської конституції після Другої світової війни .
Менш політично, у більшості віросповідань серед будь-якої кількості людей, яких, як вважають, торкнулися божественні сили: святі, пророки, герої, оракули, мученики та освічені істоти. У католицизмі святий Франциск Ассізький, як кажуть, він отримав повчання безпосередньо від Бога, і вважається, що він дарує індульгенції усім, хто зізнається у своїх гріхах і відвідає його каплицю у відповідний день.
У грецькій міфології мати Ахілла купала його в річці Стікс, щоб дати йому безсмертя, і Геракл   — як син Зевса   — успадкував майже божественні сили. У релігійному даосизмі Лао Цу шанується як святий зі своїми власними силами. Різні люди в буддійській вірі, починаючи з Сіддхартхи, вважаються освіченими, а в релігійних формах буддизму їм приписують божественні сили.
Христос у Біблії є Сином Божим і одночасно таким самим Богом як і Бог Отець (див. Трійця).

## Християнство
У традиційній християнській теології божественність — це стан або якість буття божественного і може позначати божественну природу чи характер.   На івриті зазвичай термінами були " Ель ", " Елогім ", а в грецькій мові зазвичай «theos», або «theias». Божественність у Біблії вважається самим Богом, або Богом взагалі. Або він може мати посилання на божество. Навіть ангели в Псалмах вважаються божественними або елогімами, як духовні істоти, у формі Бога.  
У Новому Завіті грецьке слово θεῖον (theion) у Івана Огієнка перекладається як «Божество». Нижче наведено приклади:
- Дії 17:29

Отож, бувши Божим тим родом, не повинні ми думати, що Божество подібне до золота, або срібла, чи до каменю, твору мистецтва чи людської вигадки.
- Римлянам 1:20

«Бо Його невидиме від створення світу, власне Його вічна сила й Божество, думанням про твори стає видиме. Так що нема їм виправдання»

Слово, яке в грецькому Новому Завіті перекладається як «божество», «божественність», також є грецьким словом θεότητος (theotētos), і один вірш, який містить його, це такий: Колоссянам 2: 9
«Бо у ньому перебуває вся повнота божества тілесно»
Слово «божество» у Новому Завіті є грецьким словом θείας (theias) і є прикметниковою формою «божественність». Біблійні приклади з Івана Огієнка нижче:
- 2 Петра 1: 3-4

«Усе, що потрібне для життя та побожности, подала нам Його Божа сила пізнанням Того, Хто покликав нас славою та чеснотою. Через них даровані нам цінні та великі обітниці, щоб ними ви стали учасниками Божої Істоти, утікаючи від пожадливого світового тління.»